# 秋田県道60号田沢湖畔線
秋田県道60号田沢湖畔線（あきたけんどう60ごう たざわこはんせん）は、秋田県仙北市を通る県道（主要地方道）である。

## 概要
仙北市西木町西明寺の起点から、潟尻川の上流へさかのぼり、田沢湖南側の湖畔を反時計回りに半周し、湖の東側終点で秋田県道38号田沢湖西木線に接続する。

### 路線データ
- 総延長 : 14.883 km[2]
- 実延長 : 14.883 km[2]
- 起点 : 秋田県仙北市西木町西明寺字松木台135番（国道105号交点）[3]
- 終点 : 秋田県仙北市田沢湖田沢字春山146番2（秋田県道38号田沢湖西木線交点）[3]
- 未供用区間 : なし[2]

## 歴史
1992年3月31日まで県道相内潟潟野線の一部と県道潟尻石神線は田沢湖有料道路だった区間で、その後1994年4月1日に県道田沢湖畔線に指定された。

### 年表
- 1992年（平成4年）4月1日 - 県道潟尻石神線と県道相内潟潟野線の一部区間が無料開放される。
- 1993年（平成5年）5月11日 - 建設省により県道相内潟潟野線の一部と県道潟尻石神線が主要地方道田沢湖畔線に指定される[4]。
- 1994年（平成6年）4月1日 - 県道相内潟潟野線と県道潟尻石神線の主要地方道の区間が田沢湖畔線として秋田県道に認定される[3]。

## 路線状況

### 田沢湖を周回する路線
- 東・秋田県道60号田沢湖畔線
- 南・秋田県道60号田沢湖畔線
- 西・秋田県道247号相内潟潟野線
- 北・秋田県道38号田沢湖西木線

### 重複区間
- 秋田県道247号相内潟潟野線（仙北市西木町西明寺字松木台・起点 - 仙北市西木町西明寺字潟尻）[5]、重複距離は不明だが文献の現況には重複距離が明記されていない[2]。

### 冬期閉鎖区間
- なし[6]

### 交通不能区間
- なし[7]

## 地理

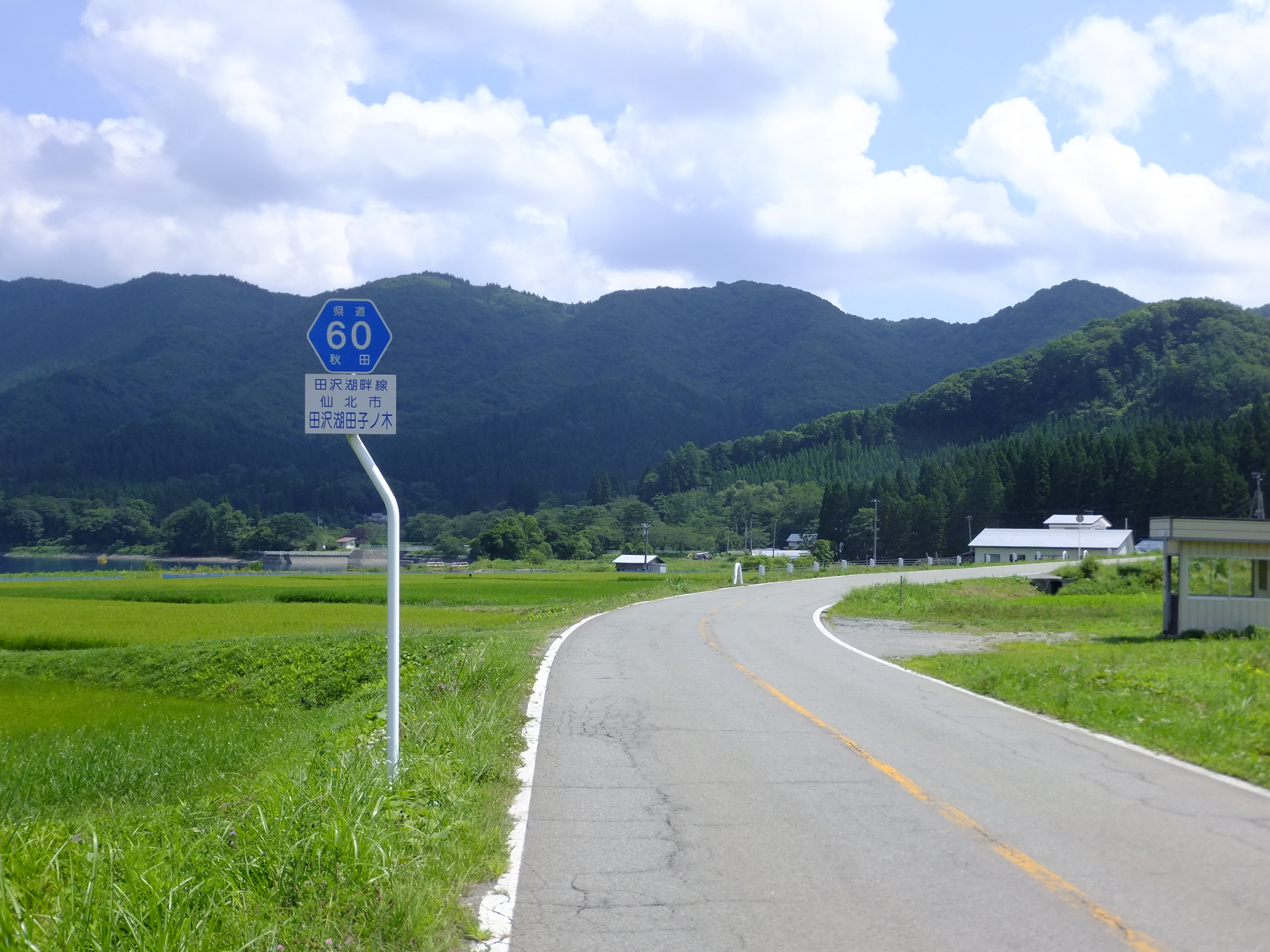
田沢湖田子ノ木付近にて

### 交差する道路
| 施設名 | 接続路線名                | 備考               | 所在地                                                          |
| ------ | ------------------------- | ------------------ | --------------------------------------------------------------- |
|        | 国道105号                 | 起点 県道247号起点 | 仙北市西木町西明寺字松木台                                      |
|        | 秋田県道247号相内潟潟野線 |                    | 仙北市西木町西明寺字潟尻北緯39度42分46.09秒 東経140度38分0.93秒 |
|        | 秋田県道38号田沢湖西木線  | 終点               | 仙北市田沢湖田沢字春山                                          |

### 沿線の施設など
- 田沢湖

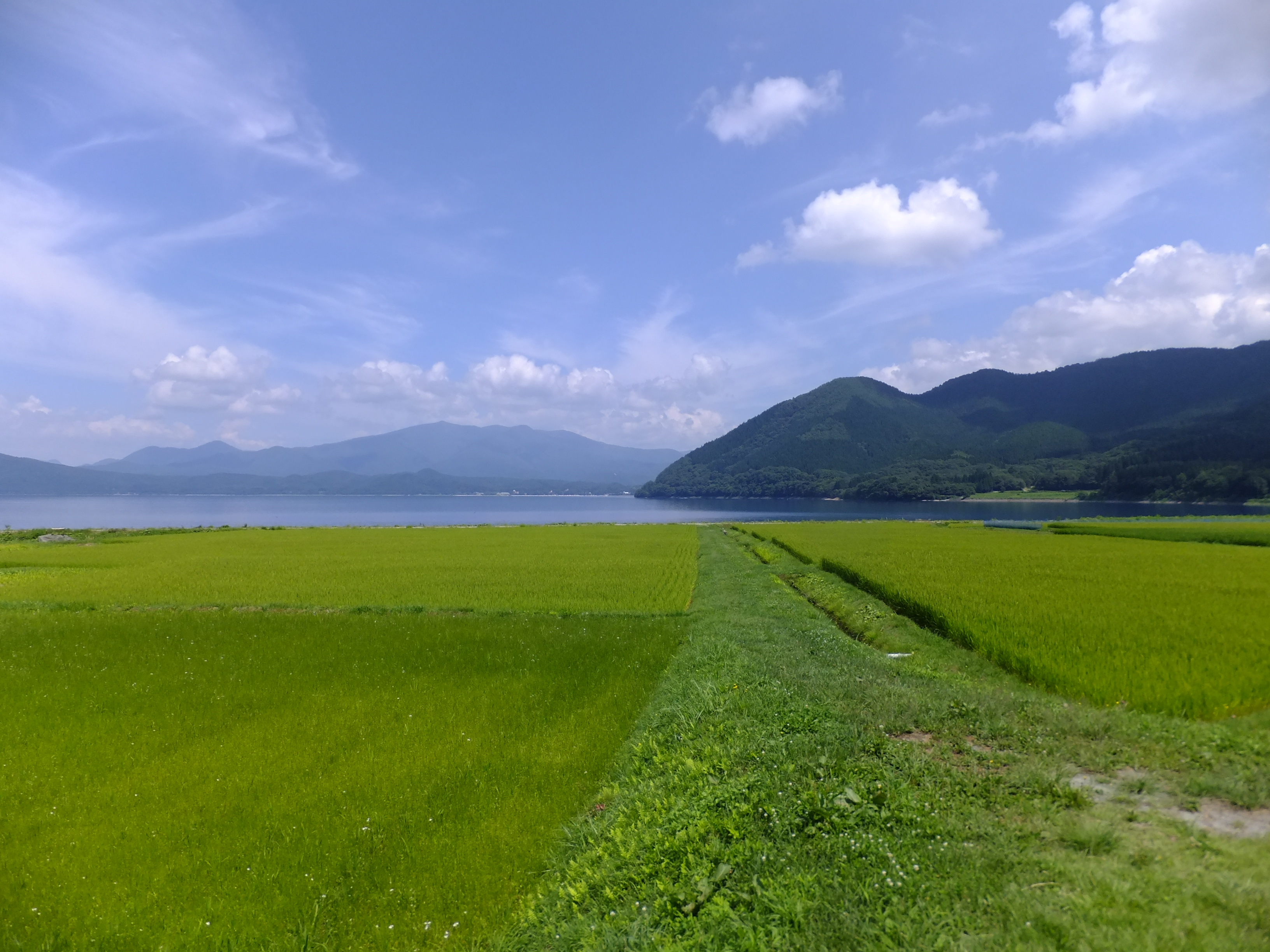
沿道から見える田沢湖

  - たつこ像（県道247号経由、県道247号交点から約200メートル）
- 秋田県県民の森
- 田沢湖キャンプ場
- 潟前山森林公園
- 山の幸資料館